# Millsodon
Millsodon є членом порядку Haramiyida, який жив під час пізнього батського періоду в Дорсеті та Оксфордширі. Відомо три типи, всі з моляриформними зубами, з яких BM(NH) M46645 є голотипом, а BMNH M46183 є паратипом; призначений зразок — BDUC J 3. Єдиний вид, M. superstes, був описаний Персі М. Батлером і Джеррі Дж. Хукером у 2005 році. Рід названо на честь покійного професора Джона Р. Е. Міллса, який зробив великий внесок в інтерпретацію мезозойських зубів ссавців і був одним з оригінальних авторів паратипу з грецьким словом οδους, οδοντος («зуб»). Позначення виду «superstes» латиною означає «вижив». Досі неясно, до якої родини належить міллсодон.